# センテンス
株式会社センテンス（英称：SENTENS CO.,LTD.）は、日本の通信販売会社。2006年10月3日に讀賣テレビ放送（ytv）と千趣会が合弁で設立。主としてytvが放送するテレビショッピングのブランド『ビートップス（B-tops）』として事業を行っていたが2025年3月3日に読売テレビで行われた臨時取締役会において9月末で解散及び清算すると発表され、テレビショッピングの放送については同年6月30日に終了したが、通販サイトでの販売については同年7月末まで継続する。

## 会社概要

### 所在地
- 本社 - 大阪市中央区城見1-3-50　読売テレビ本社 west wing 7階
- 東京オフィス - 東京都港区高輪3-19-26　SOC高輪ビル6階

### 設立年月日
- 2006年10月3日

## 自社番組

### 過去
- ytv平日朝9時53分から120秒間インフォマーシャル。その他のネット局は中京テレビ、広島テレビ、西日本放送、熊本県民テレビでオンエアされた。
  - コントでGO（出演：インスタントジョンソン、タイムマシーン3号）
  - ドラマ 裏切りの果実（出演：大場久美子、藤下佳乃子、倉科カナ）
  - 神田山陽 びぃとっぷす講話
  - 匠 ～TAKUMI～
  - じんぐうまえがゆく（出演：じんぐうまえせいこ）
- こうたろ
- ぷち旅
- ビートップス プレゼンツ ゲッチュウ!
- B-tops